# Тряскин, Александр Андреевич
Александр Андреевич Тряскин (23 декабря 1921 — 11 сентября 1980) — советский военнослужащий, участник Великой Отечественной войны, Герой Советского Союза (указ от 3 июня 1944 года; медаль № 3884).
Командир стрелковой роты 5-й гвардейской механизированной бригады (2-й гвардейский механизированный корпус, 28-я армия, 3-й Украинский фронт), гвардии старший лейтенант.

## Биография
Родился 23 декабря 1921 года в селе Зимницы ныне Думиничского района Калужской области в семье крестьянина. Русский. Член ВКП(б) с 1946 года. В 1937 году окончил семилетнюю школу и в 1941 году Карачижско-Крыловский лесотехникум (Брянская область).
В июле 1941 года призван в Красную Армию и направлен в Московское военное пехотное училище. С мая 1942 года лейтенант Тряскин — в действующей армии на Северо-Западном фронте. В сентябре 1942 года был ранен. После излечения в госпитале вновь на фронте в составе 5-й гвардейской механизированной бригады 2-го гвардейского механизированного корпуса 2-й гвардейской армии Южного фронта.
Участвовал в боях на реке Миус, освобождении Донбасса и наступательных боях в ходе Мелитопольской операции. В январе-феврале 1944 года 2-й гвардейский механизированный корпус в составе войск 4-го Украинского фронта участвовал в уничтожении никопольско-криворожской группировки гитлеровцев. В марте 1944 года для усиления ударной мощи на николаевско-одесском направлении корпус в составе 28-й армии был передан в состав 3-го Украинского фронта. В этих боях особо отличился командир стрелковой роты гвардии старший лейтенант Тряскин.
Вечером 10 марта 1944 года он с подчинёнными на подручных средствах под огнём противника переправился через Днепр и вступил в бой за плацдарм. Рота прорвала вражескую линию обороны и к исходу дня вышла к южной окраине города Берислав (Херсонская область). Своими успешными действиями она отвлекла огонь гитлеровцев от переправы и позволила форсировать реку остальным подразделениям бригады с наименьшими потерями. В этих боях подразделением Тряскина было разбито два блиндажа, подавлено три огневых точки и два миномёта, уничтожено свыше 130 солдат и офицеров противника.
Стремясь организовать новую линию обороны на реке Ингулец, гитлеровцы отводили свои войска за водную преграду. 13 марта 1944 года рота старшего лейтенанта Тряскина, совершив обходной манёвр, вышла к вражеской переправе в районе населённого пункта Дарьевка (Белозёрский район Херсонской области) и атаковала колонну немцев численностью около батальона. Благодаря внезапности, противник был отрезан от переправы и понёс значительные потери, а около 130 солдат и офицеров противника сдались в плен, включая и командира немецкого батальона, который сообщил ценные сведения командованию.
Продолжая наступление, рота А. А. Тряскина форсировала реку Ингулец, продвинулась вперёд и заняла оборону в районе села Дарьевка, где вела оборонительные бои до подхода основных сил бригады.
Указом Президиума Верховного Совета СССР от 3 июня 1944 года за мужество, отвагу и героизм, проявленные в борьбе с немецко-фашистскими захватчиками, гвардии старшему лейтенанту Тряскину Александру Андреевичу присвоено звание Героя Советского Союза с вручением ордена Ленина и медали «Золотая Звезда» (№ 3884).
В дальнейшем А. А. Тряскин воевал на 2-м и 3-м Украинских фронтах. Освобождал Венгрию, Австрию, Чехословакию. Войну закончил в составе 6-й гвардейской танковой армии участием в Пражской операции.
После войны продолжал службу в армии. С 1957 года подполковник Тряскин — в запасе. Жил в селе Мироны Балтского района Одесской области.
Награждён орденами Ленина, Отечественной войны 1-й степени, медалями.
Умер 11 сентября 1980 года. Похоронен в Одессе.